# Ilona Weber
Ilona Stefanie Weber, geboren als Ilona Stefanie Sytwalla (* 5. Juni 1945 in Niedermarsberg), ist eine deutsche Fotografin, Fotokünstlerin und Objektkünstlerin. Sie lebt und arbeitet in Düsseldorf.

## Leben und Werk
Ilona Sytwalla wurde als Tochter eines Ärzteehepaares 1945 in Niedermarsberg, seit 1975 der Stadt Marsberg zugehörig, geboren. Sie wuchs in Düsseldorf auf und machte eine Ausbildung zur Fotografin. 1967 heiratete sie den Künstler Wolfgang Weber, mit dem sie ab 1968 bis zu dessen Tod 1989 zusammenarbeitete. Von 1969 bis 1973 unternahmen sie gemeinsame Studienreisen und experimentierten mit Feuer auf freiem Feld, Feuerfilme, Feuerfotos entstanden. Sie beteiligten sich an verschiedenen Gruppenausstellungen und Happenings in Düsseldorf, Köln, Göttingen, Amsterdam und Vlevoland-Pold.

## Ausstellungen
- 1973 between 7, Kunsthalle Düsseldorf und Some 260 Miles From Here, Gallery-House, London und Biennale des Jeunes, Paris.

- 1974 It happens hot im Energra, Galerie Toni Gerber, Zürich. Im selben Jahr fand die Einzelausstellung The Wonderful Fantastic Tarzan Plastick in der Kunsthalle Düsseldorf statt. Unico illuminate provocante hieß  ihre Einzelausstellung in der Galerie Bertesca in Genua und in Düsseldorf.

- Junge deutsche Kunst in der Galerie Ginza in Tokio.

- 1975 Forum junger Kunst, Mannheim, Baden-Baden, Recklinghausen.

- 1976 Sacre du printemps, Galerie Baecker in Bochum, April meeting, Studentski Kulturni Center in Belgrad, Photography as Art, Galerie Grada in Zagreb und Belgrad. Beteiligung an Organisation und Konzeption der Ausstellung Nachbarschaft in der Kunsthalle Düsseldorf. Einzelausstellung.

- Ein verlogenes Miststück, Galerie de Appel, Amsterdam und Schön und Wunderbar in Konrad Fischers Raum, Düsseldorf.

- 1977 In einer Dekadenz die Veredelung des Produktes, Slide-Show, Schauspielhaus Düsseldorf. Kunst und Architektur, Galerie Magers, Bonn.

- Einzelausstellung SUPER - Macht Sex Geld - Eine kleine Oase der Sauberkeit, Galerie Oppenheim, Köln. Art - Museum des Geldes, Der wilde Luxus.

- Environment, Kunsthalle Düsseldorf. Die eiskalte Spielzeugtruhe war ein Arbeitsauftrag vom Bundesministerium für Jugend, Familie und Gesundheit, Bonn.

- 1979 Musée des Sacrifices, Musée de l'Argent, Centre Pompidou, Paris.

- Künstlergärten, Wissenschaftszentrum, Bonn. Einzelausstellung NEU - Jetzt.

- phantastische Hits im Von der Heydt-Museum, Wuppertal. Europa 79, Stuttgart.

- 1980 Was läuft, Einzelausstellung in der Galerie Schmela, Düsseldorf und Discovery, Galerie t'Venster, Rotterdam - ebenfalls eine Einzelausstellung.

- 1981 Happy Chaos, Kunstverein für die Rheinlande und Westfalen, Düsseldorf. Sammlung Oppenheim, Galerie Klein, Bonn. Highlights Kunstmuseum.

- Bonn. Erregende Kultur...Beruhigende Natur..., Galerie Dany Keller, München. "Erotic in der Kunst", Kunstverein Bonn. "JP3 Art International

- Aujourd'hui, Palais des Beaux-Arts, Brüssel. „Accrochage“, Galerie Schmela, Düsseldorf.

- TOKIOEXPRESS - ein interdisziplinäres Projekt mit Fujio Akai, Dieter Hiesserer, Wolfgang Kliege, eine magische Reise durch Japan.

- 24-Stunden-Museum, Awaji-Island, Japan. Spaziergänge in den Osten, Studio37, Kyoto, Japan. Documentation 81, Studio200, Tokyo, Japan.

- TOKYOEXPRESS - Toyu-Ki, Terratani-Building, Osaka, Japan. 200 autonome japanische Künstler, Kobe, Japan. dreams and feelings, Palms, Osaka,.Japan.

- 1982 Erotik in der Kunst, Kunstverein München, Kulturreel centrum Tilburg. Künstler arbeiten im Werk der Firma Röhm, Mathildenhöhe, Darmstadt.

- Sammlung Kunstmuseum Düsseldorf in der Kunsthalle Düsseldorf. 25 Jahre Galerie Schmela, Düsseldorf.

- 1983 A-toll, Realisierung eines Kunst-am-Bau-Projektes, Schule an der Lewittstraße, Düsseldorf.

- galerie, kunsthalle Düsseldorf. Photocollage, Neue Gersellschaft für Bildende Kunst, Realismusstudio Berlin. Das Prinzip Hoffnung, Kunstmuseum, Bochum.

- 1984 Das Irdische und das Göttliche, Galerie Profit, Düsseldorf. Autonomes Ausstellungsprojekt mit Dieter Hiesserer, Kunstlandschaft.Bundesrepublik, Badischer Kunstverein, Karlsruhe. Nehmen Sie Dada ernst, es lohnt sich!, Kunstmuseum Düsseldorf. Im Mittelpunkt Kunst.

- Münsterlandhalle, Münster. Kasematte XX, Düsseldorf. Der allerletzte Düsseldorfer und die neuen Geister, Zwischenräume, Düsseldorf.

- 1985 GESEHEN... und leise donnert die Kunst..., mit Thomas Hak und Anja Wiese, Akademieforum Münster.

- 1986 durchgehend geöffnet, Kunstverein Siegen. to sell, eine schöne Kunstausstellung mit Peter Royen jr. und Isolde Wawrin, Atelier Peter.Royen jr., Düsseldorf.

- 1987 Einzelausstellung High Culture. Die geheime Schönheit der magischen Gärten, Kunsthalle Düsseldorf. Im Auftrag, Folkwang Museum, Essen.

- Der Reiz des Fremden, Göttingen.

- 2017 Singular/Plural Kollaborationen in der Post-Pop-Polit-Arena, Kunsthalle Düsseldorf.

- Einzelausstellung Ilona Weber, ...ich glaube da läuft was..., Lichtbilder-Objekte-Installation, Kunst-Ecke, Düsseldorf, 06.10. – 12.11.2017.

## Lehraufträge
- Gastprofessur an der Kunstakademie Münster 1984/85 sowie 1985/86.